# Diadelia marmoratoides
Diadelia marmoratoides là một loài bọ cánh cứng trong họ Cerambycidae.